# Peugeot e-208
A Peugeot e-208 egy kiskategóriás, akkumulátoros elektromos autótípus. A járművet a francia Peugeot autógyártó gyártja. A Peugeot 208 elektromos változata.

## Műszaki adatok[3]

### Szállítás
Az autóban öt ülés található, amelyek közül kettő Isofix-gyerekülésekhez is alkalmas. Alapból 265 literes a csomagtér, amely akár 1106 literesre is bővíthető a két hátsó ülés lehajtásával.

### Akkumulátor
A Peugeot e-208 bruttó 50, nettó 45 kWh kapacitású akkumulátorból nyeri az energiát. Ez 362 km-es WLTP-hatótávolságot tesz lehetővé. Az akkumulátor aktív hűtésű, és a CATL gyártja. Az akkumulátor névleges feszültsége 400 V.

### Töltés
CCS-csatlakozással rendelkező gyorstöltő használata esetén a töltési sebesség akár 101 kW-ot is elérhető, amivel akár 26 perc alatt fel lehet tölteni az autót 10%-ról 80%-ra, amely 460 km/órás gyorstöltési sebességet jelent.

### Teljesítmény
Az autó elektronikus hajtáslánca 100 kW-os teljesítményre képes, nyomatéka 260 Nm. 8,1 másodperc alatt tud 0-ról 100 km/órára felgyorsulni. Az elérhető maximális sebesség körülbelül 150 km/óra.

## Képtár

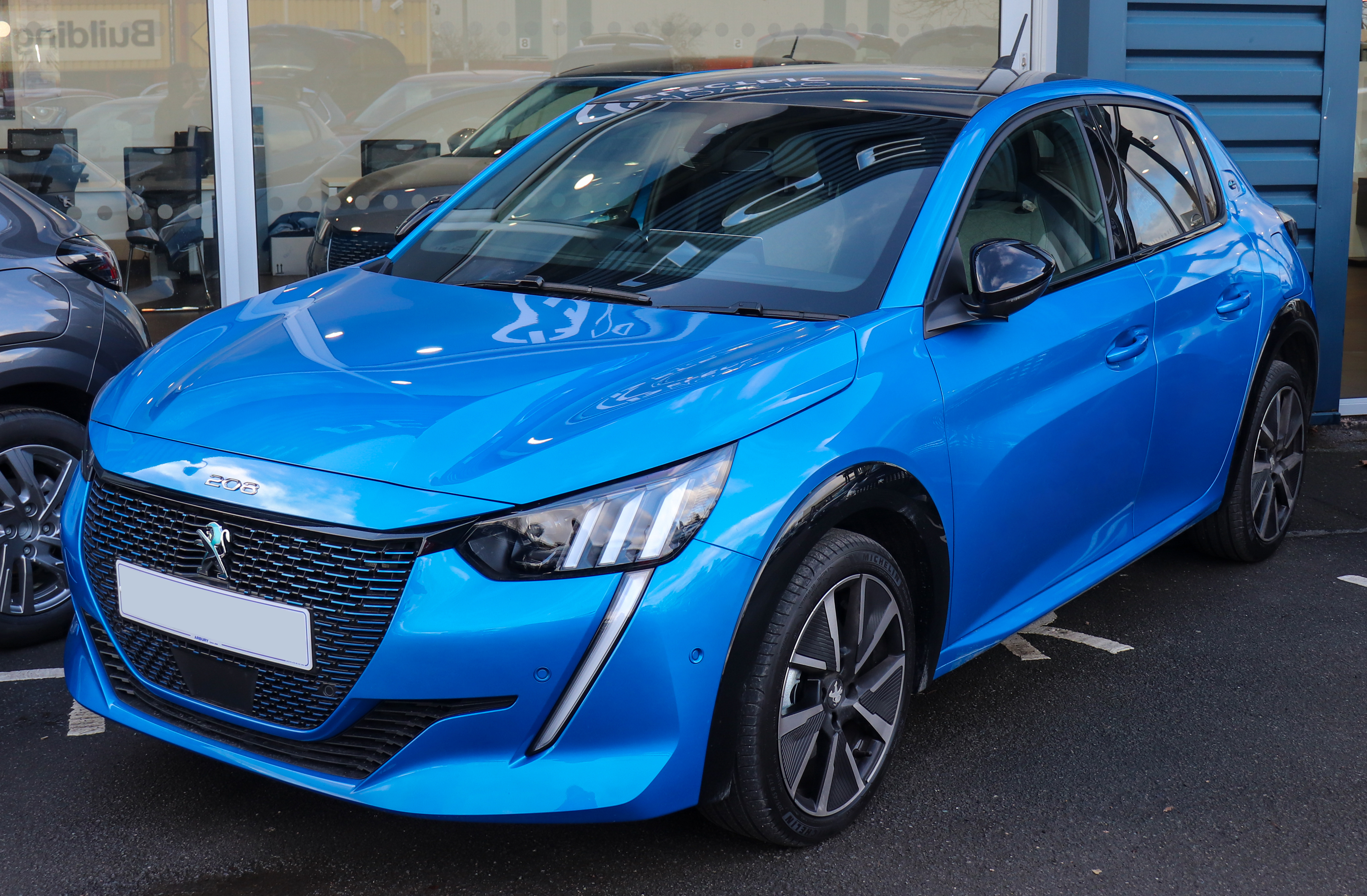
A GT verzió elölnézetből
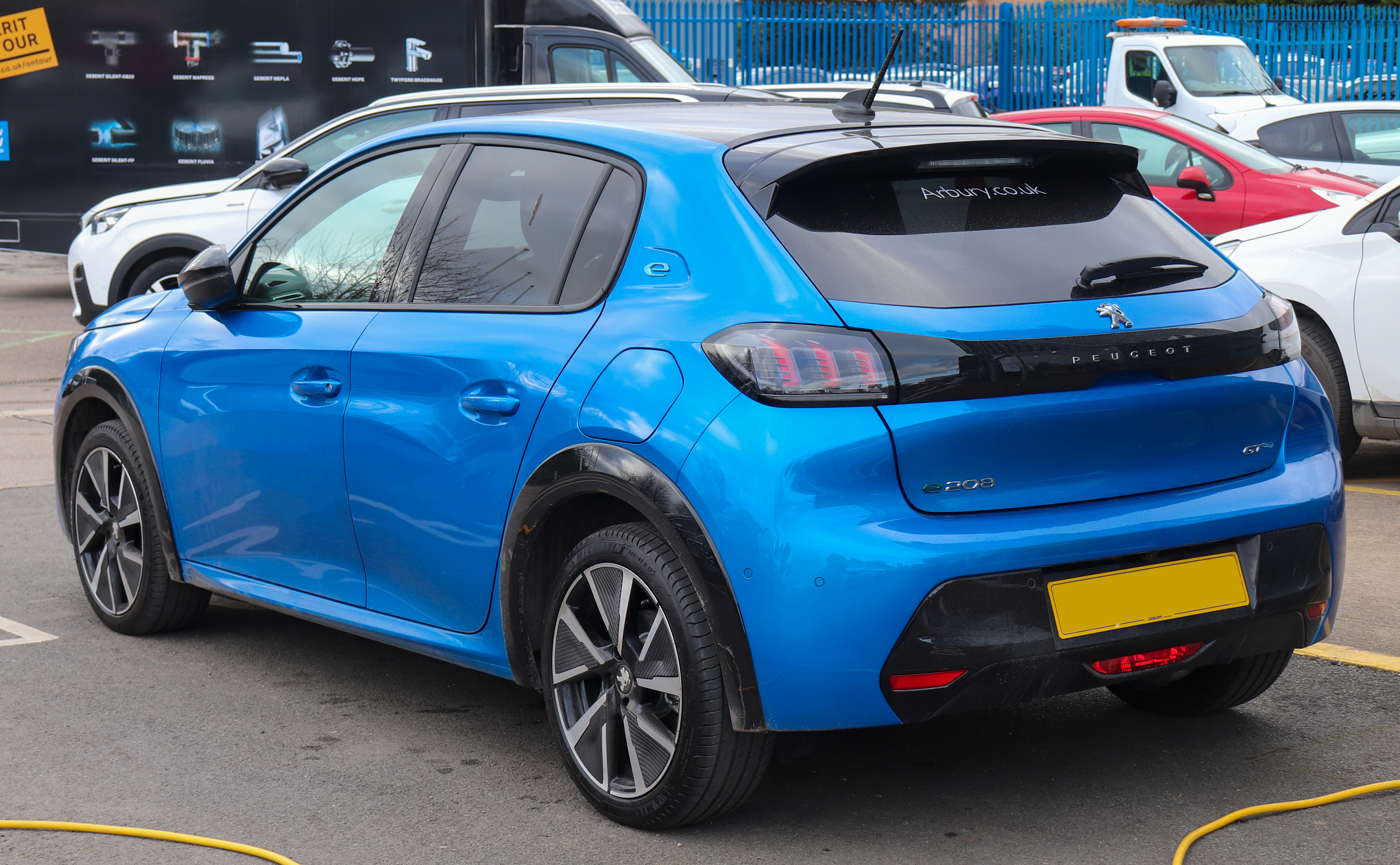
A GT változat hátulnézetből
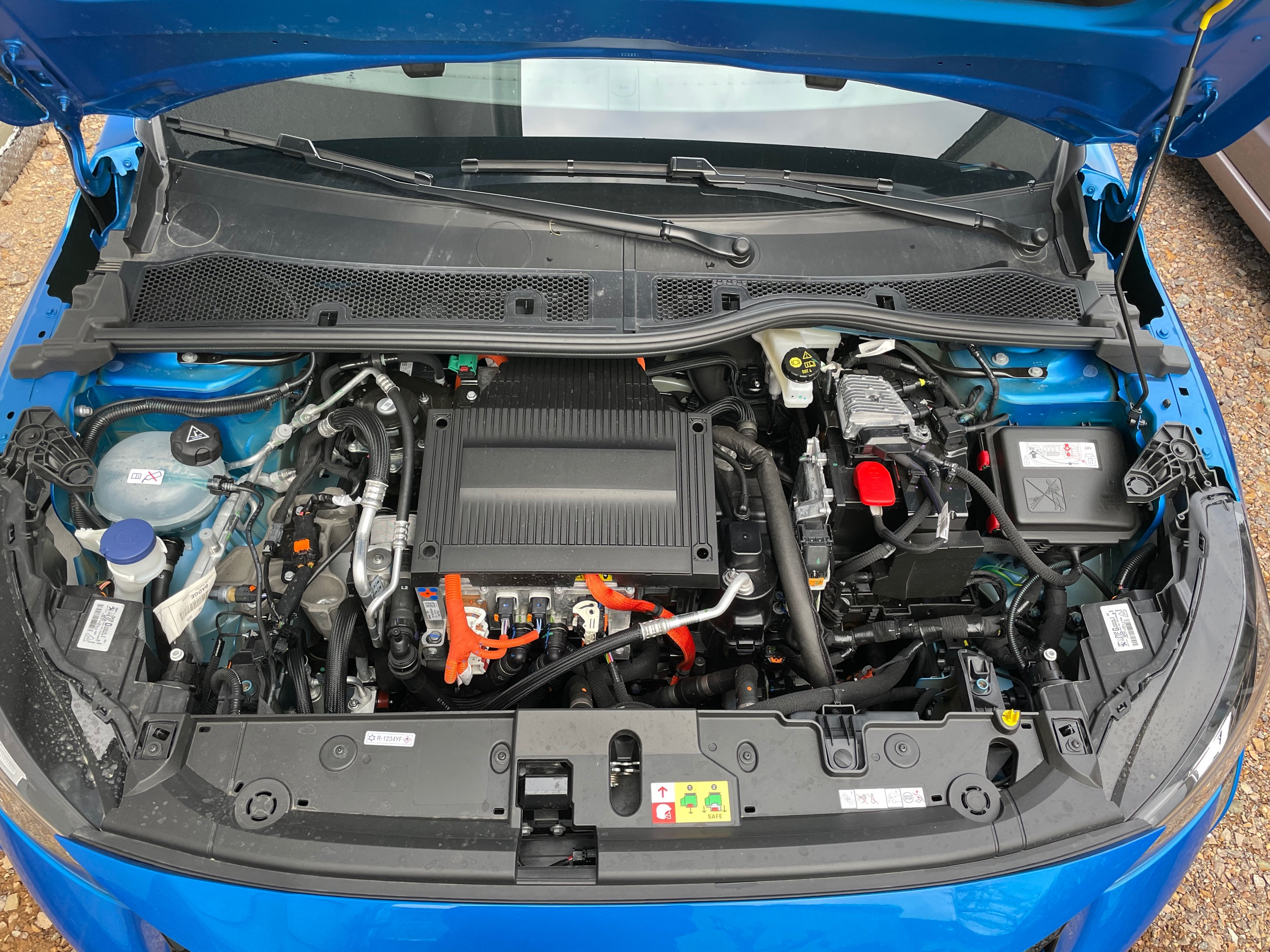
A GT verzió motortere
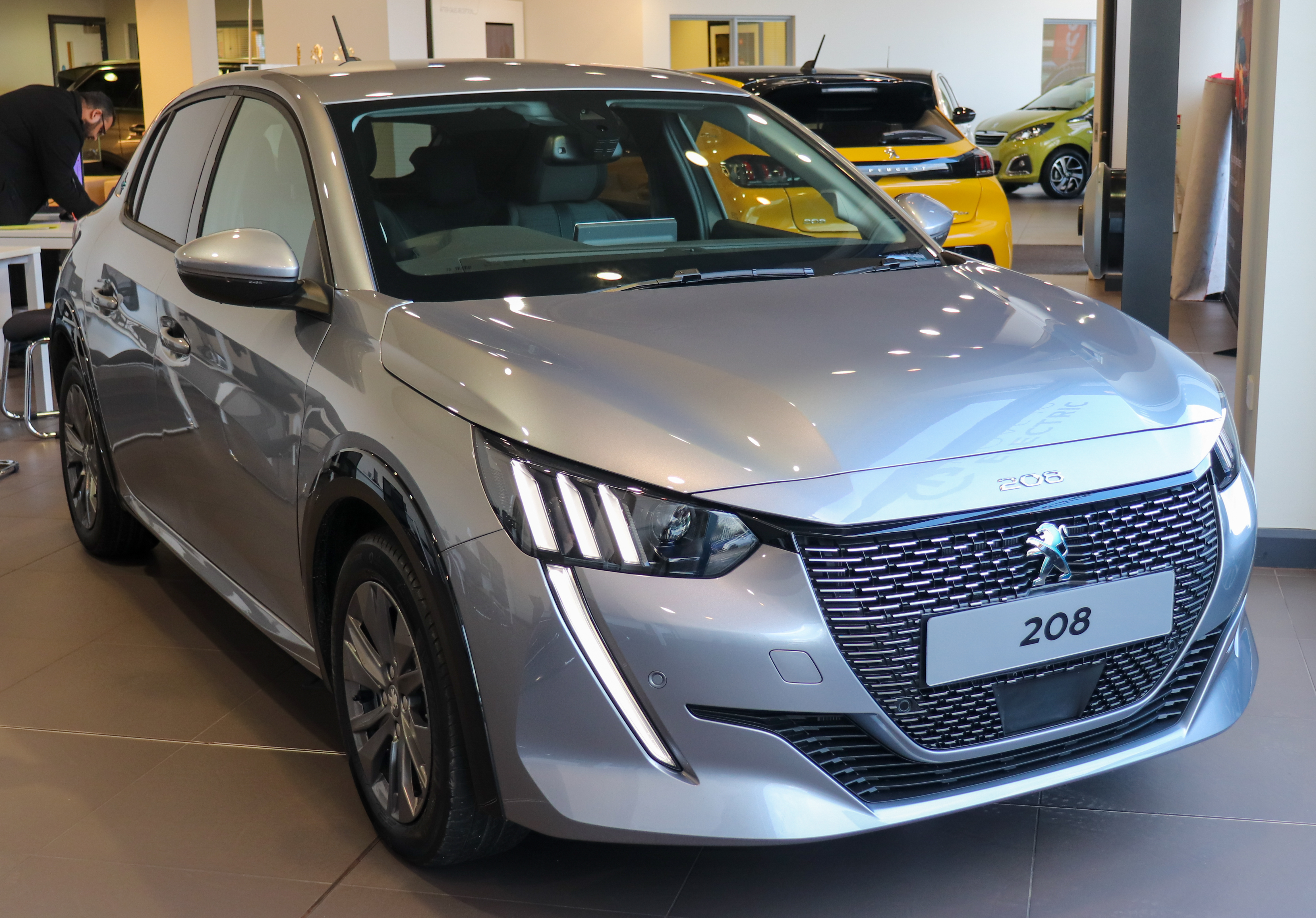
Az Allure változat elölnézetből
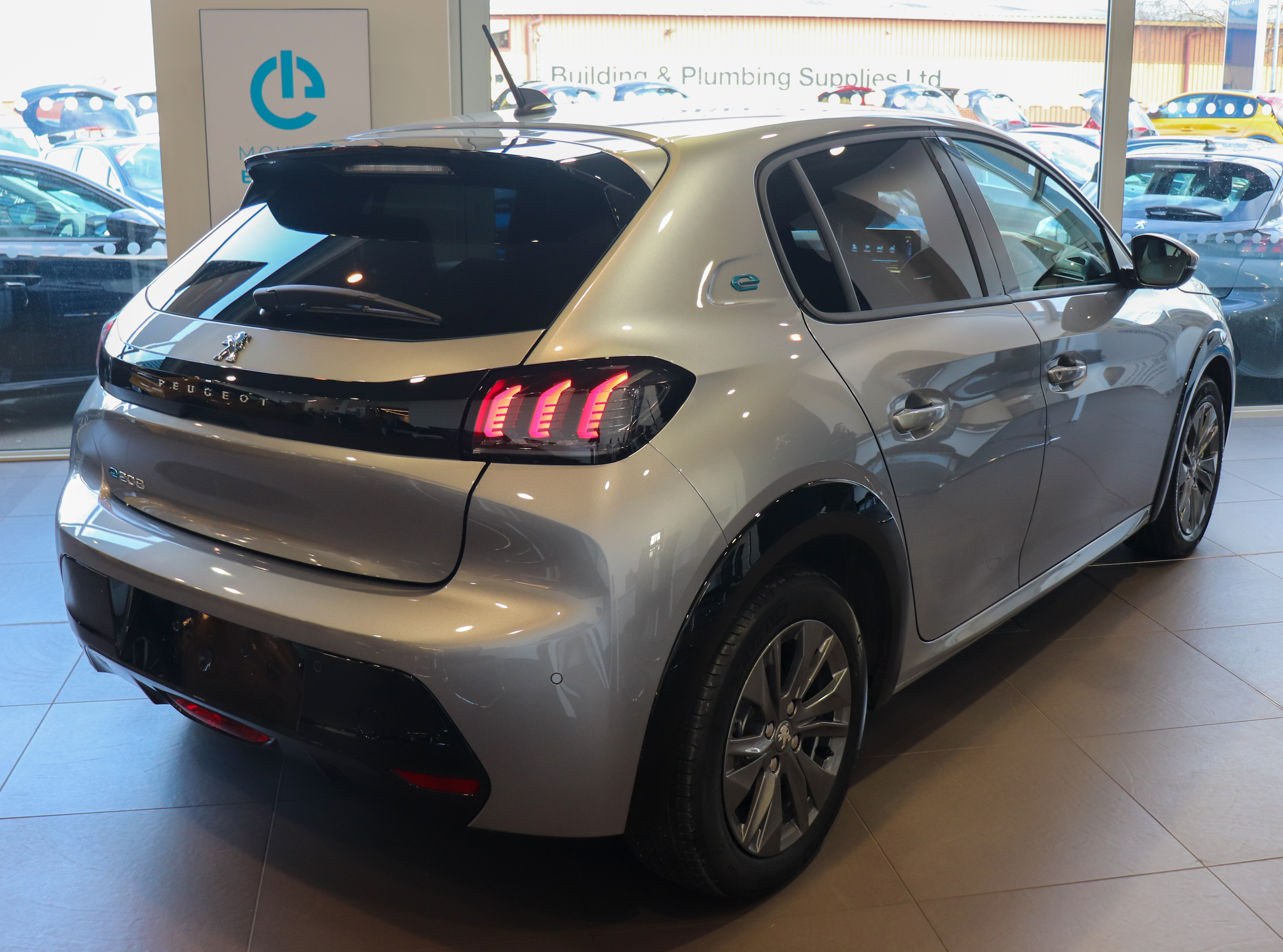
Az Allure változat hátulnézetből
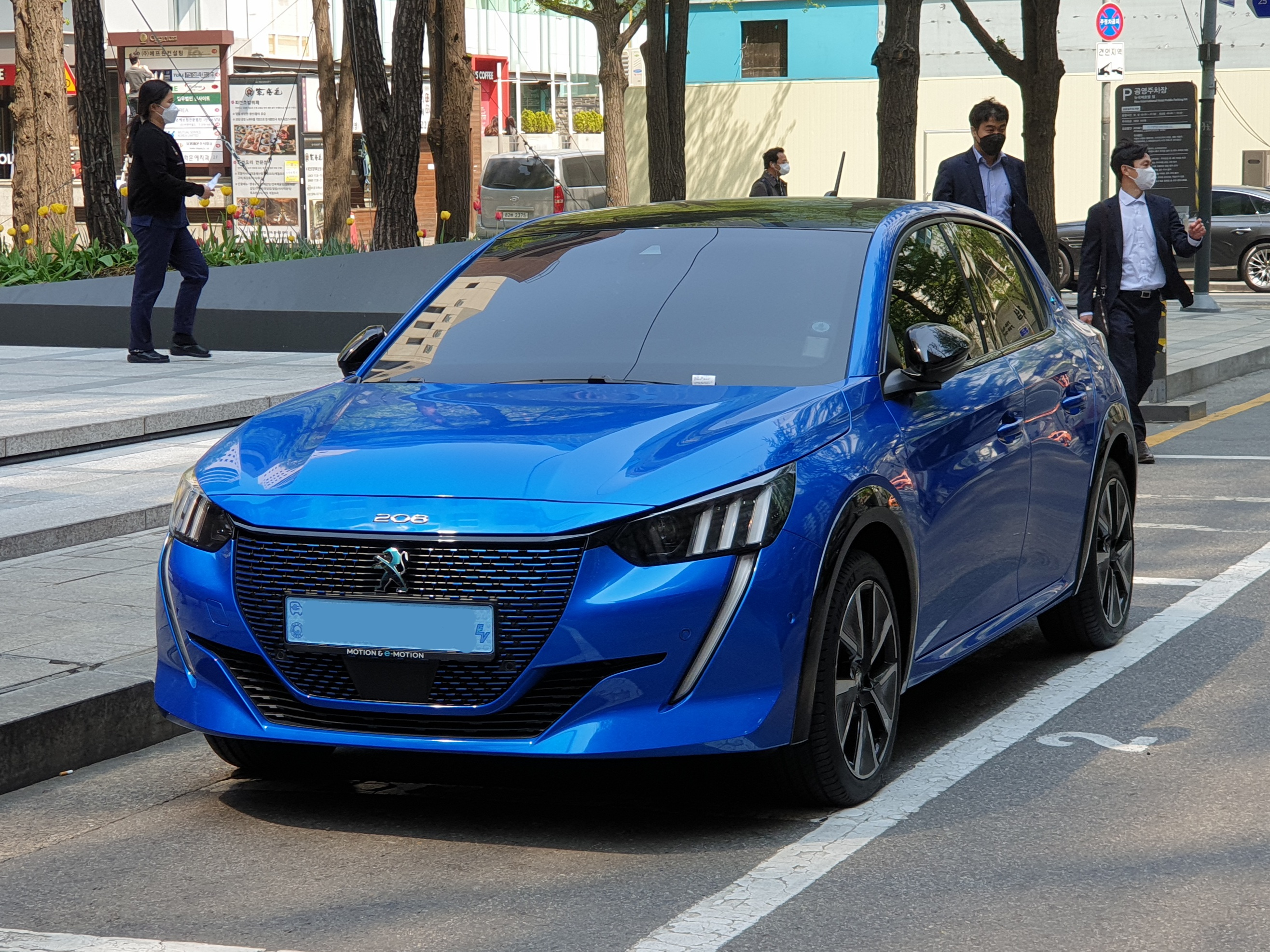
A Peugeot e-208 GT (2019–2023) elölnézetből
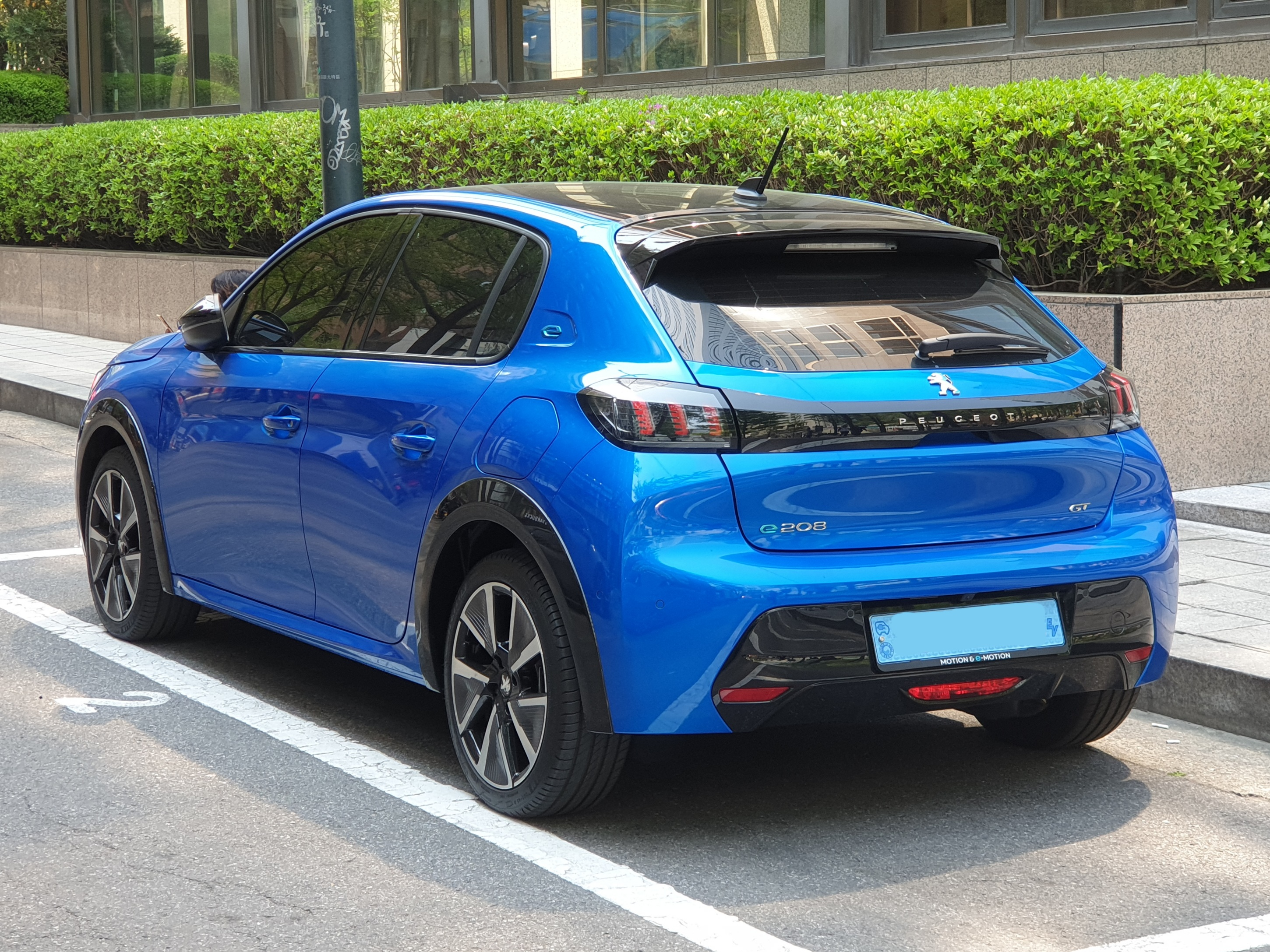
A Peugeot e-208 GT (2019–2023) hátulnézetből
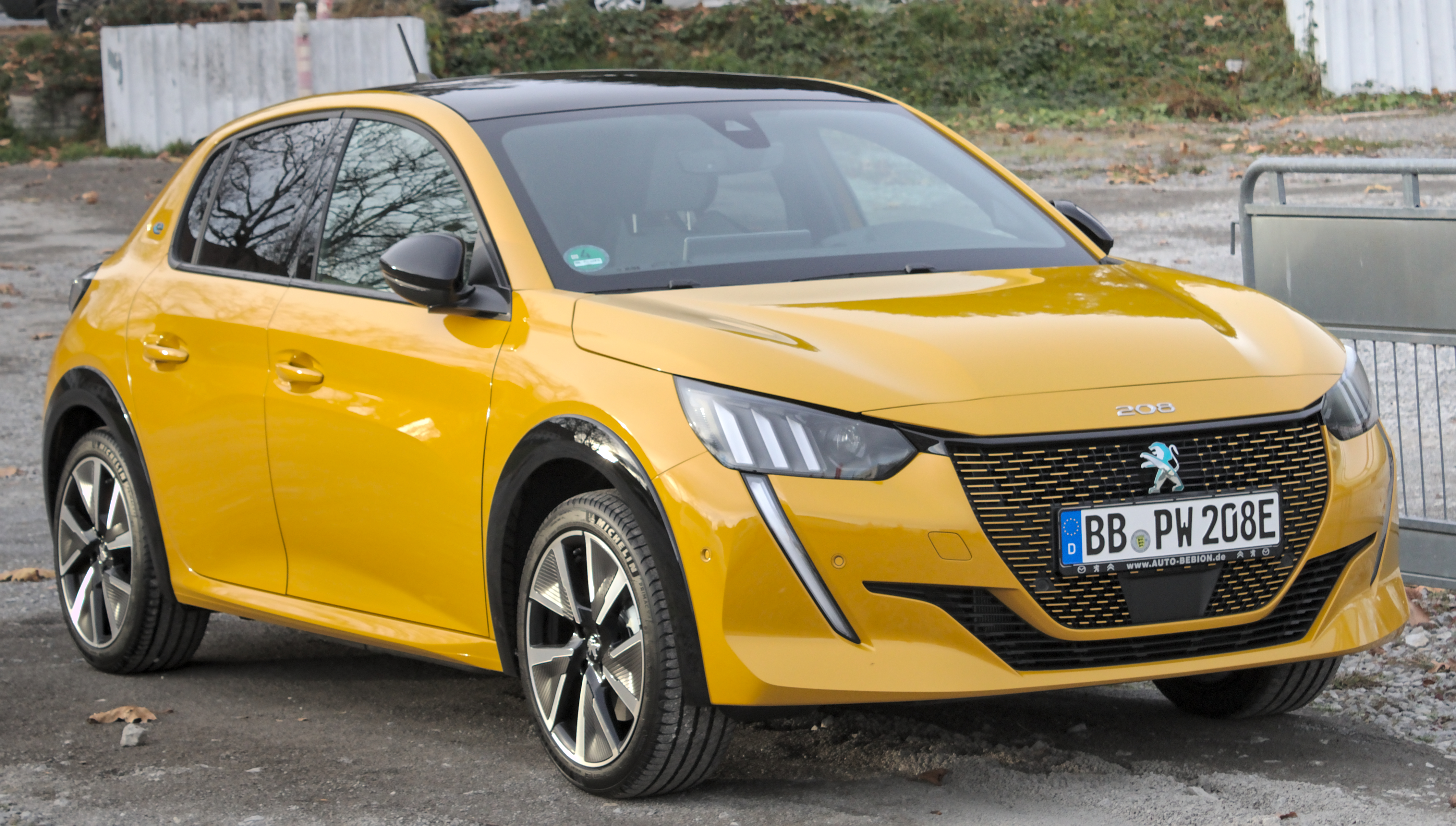
A Peugeot e-208 GT (2019–2023) elölnézetből
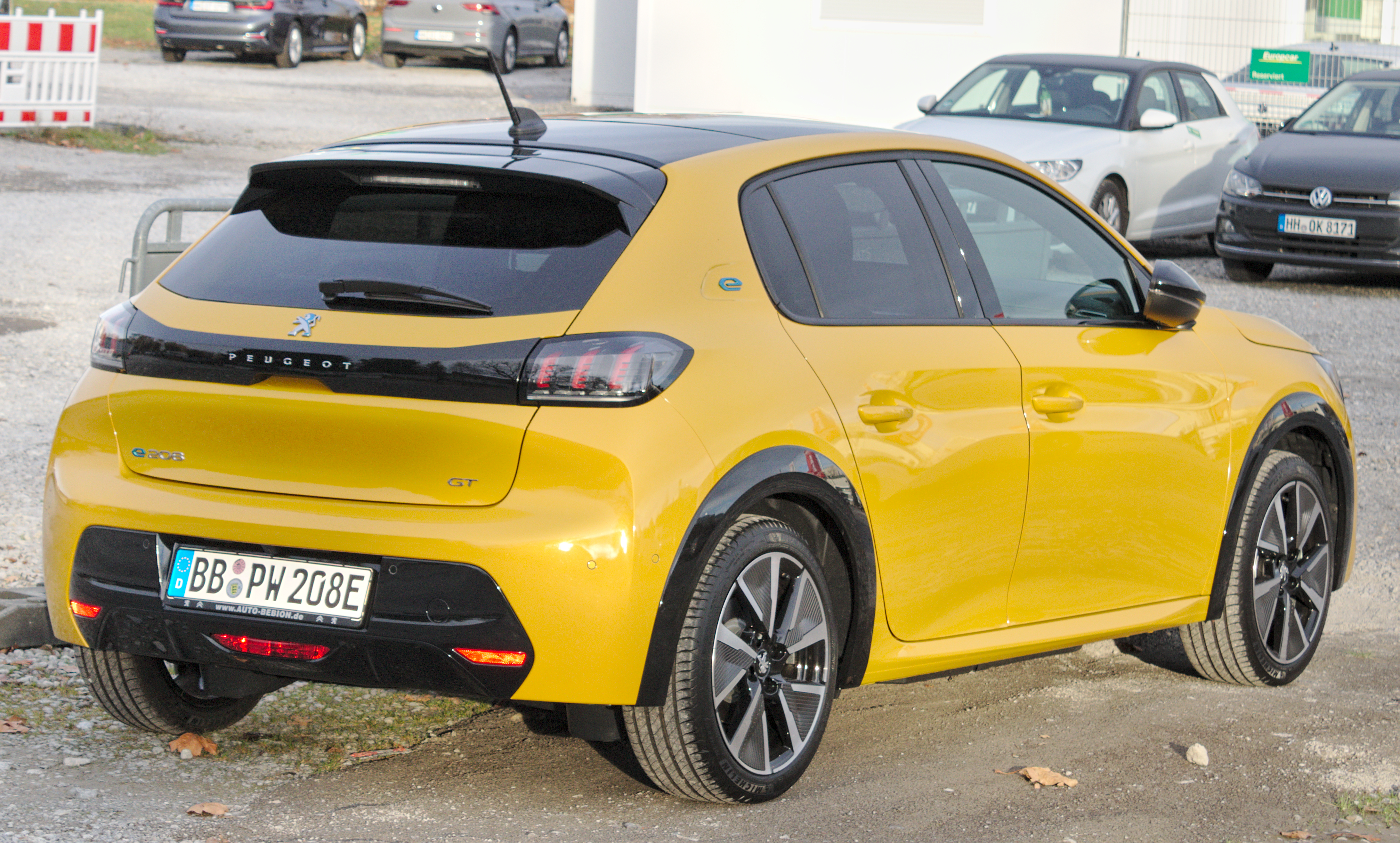
A Peugeot e-208 GT (2019–2023) hátulnézetből
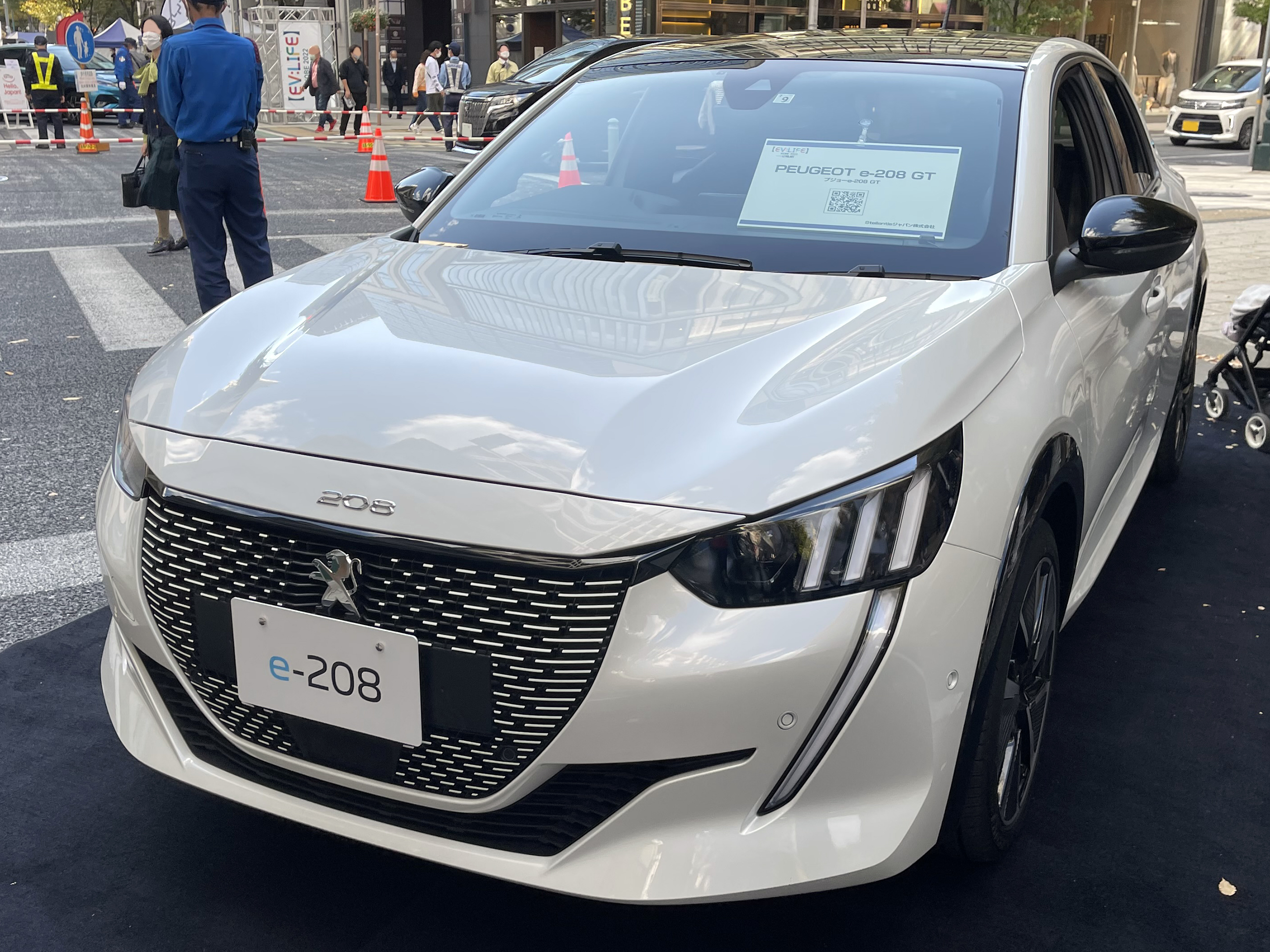
A Peugeot e-208 GT (2019–2023) elölnézetből
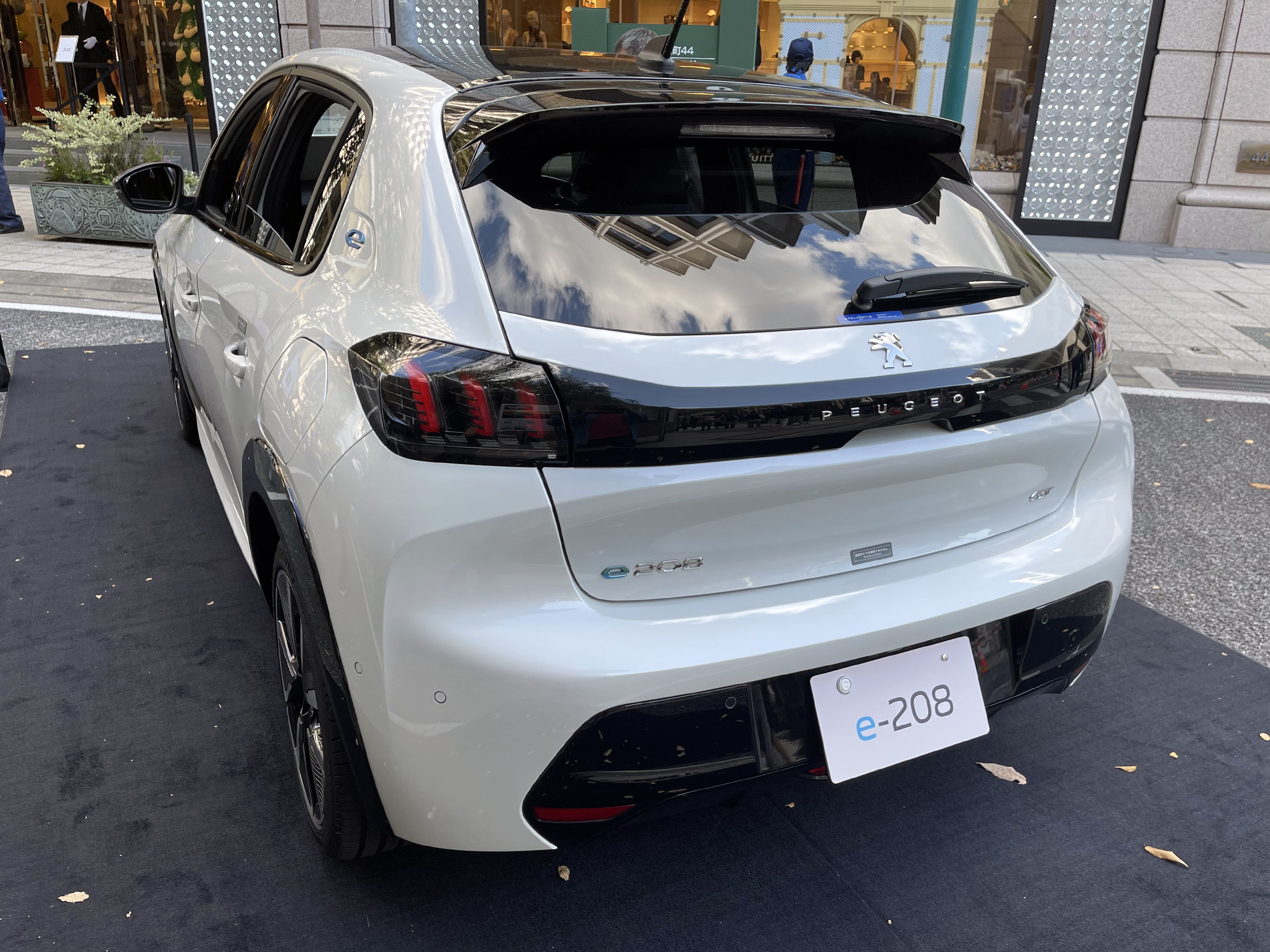
A Peugeot e-208 GT (2019–2023) hátulnézetből
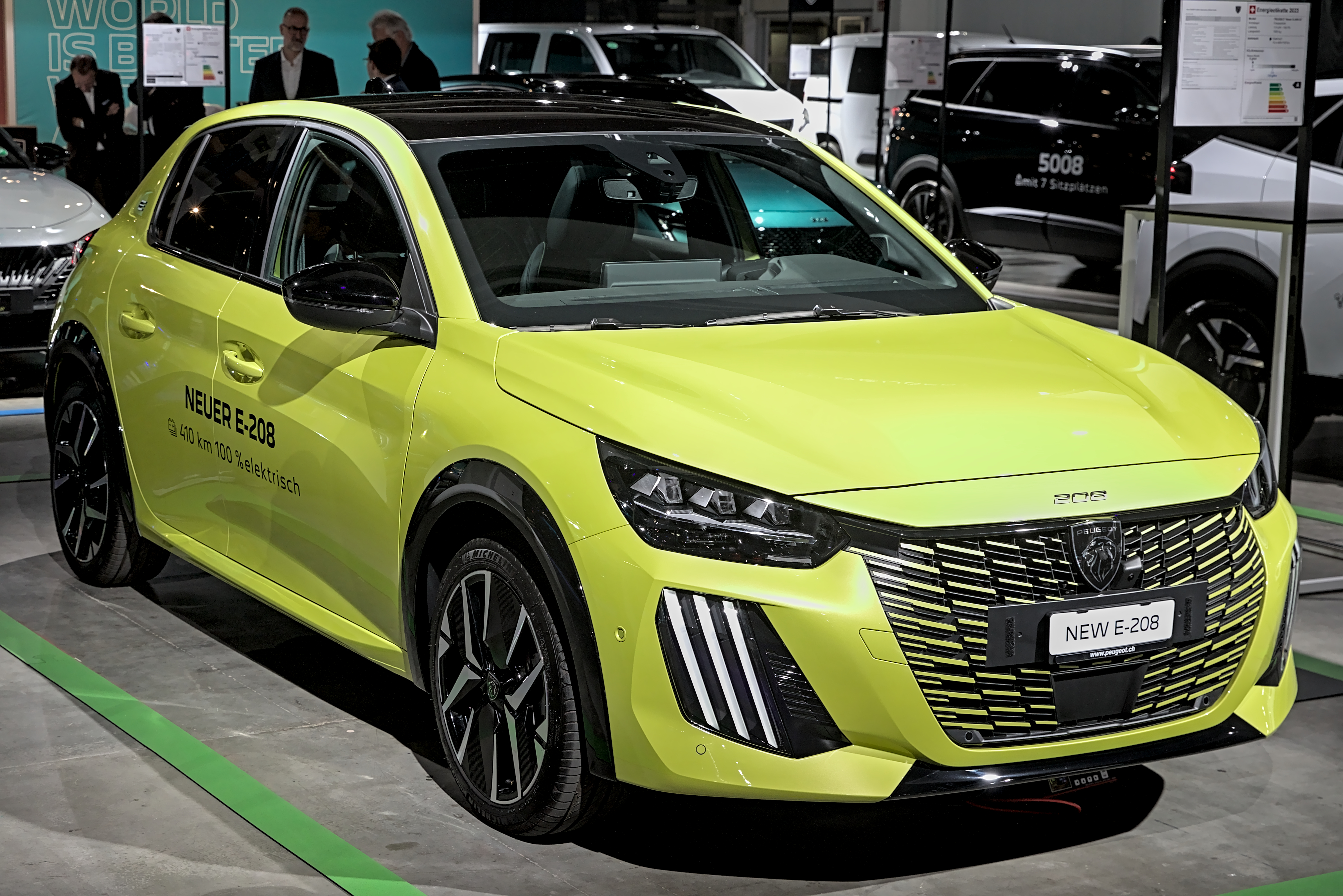
A Peugeot e-208 GT (2023-tól) elölnézetből
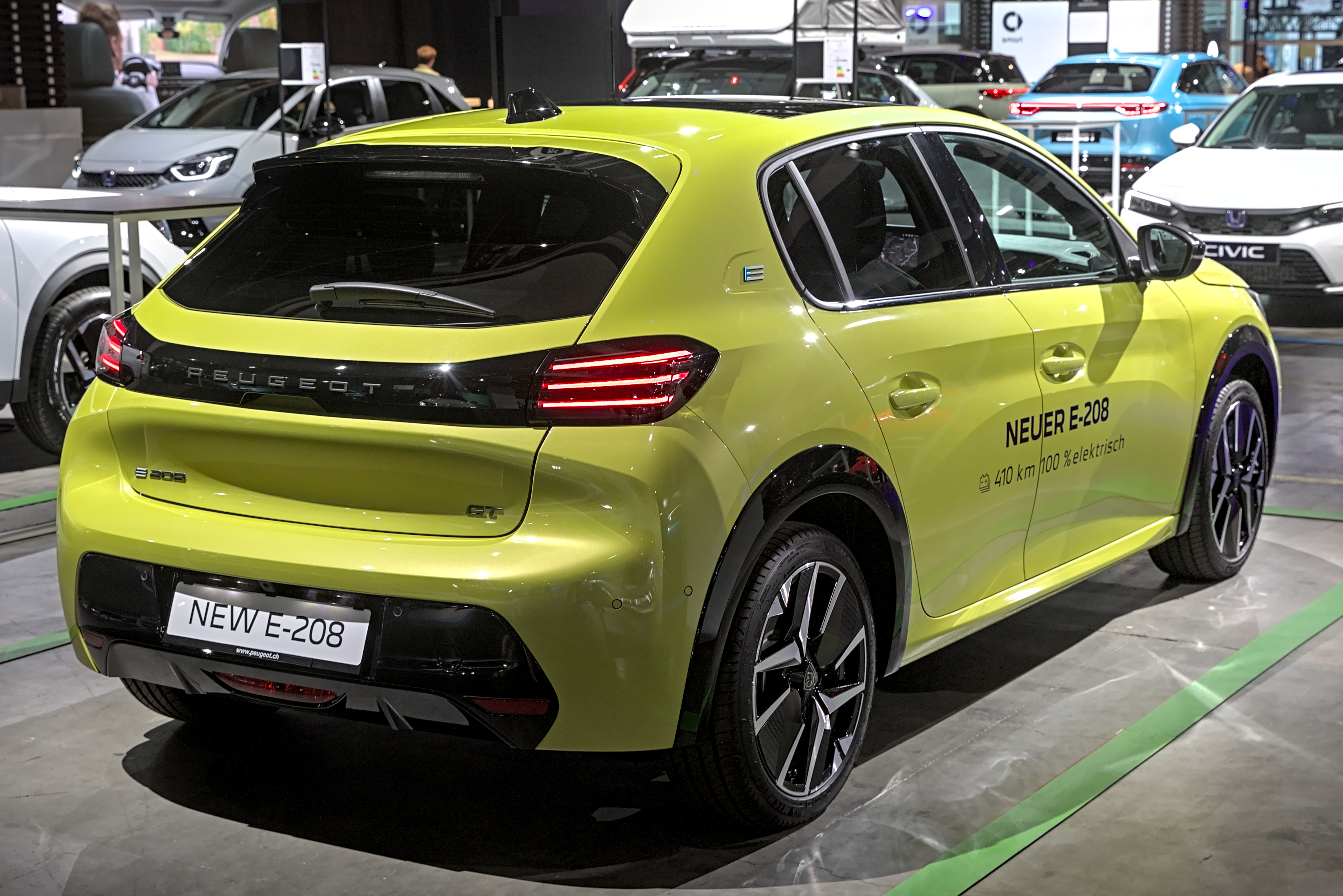
A Peugeot e-208 GT (2023-tól) hátulnézetből
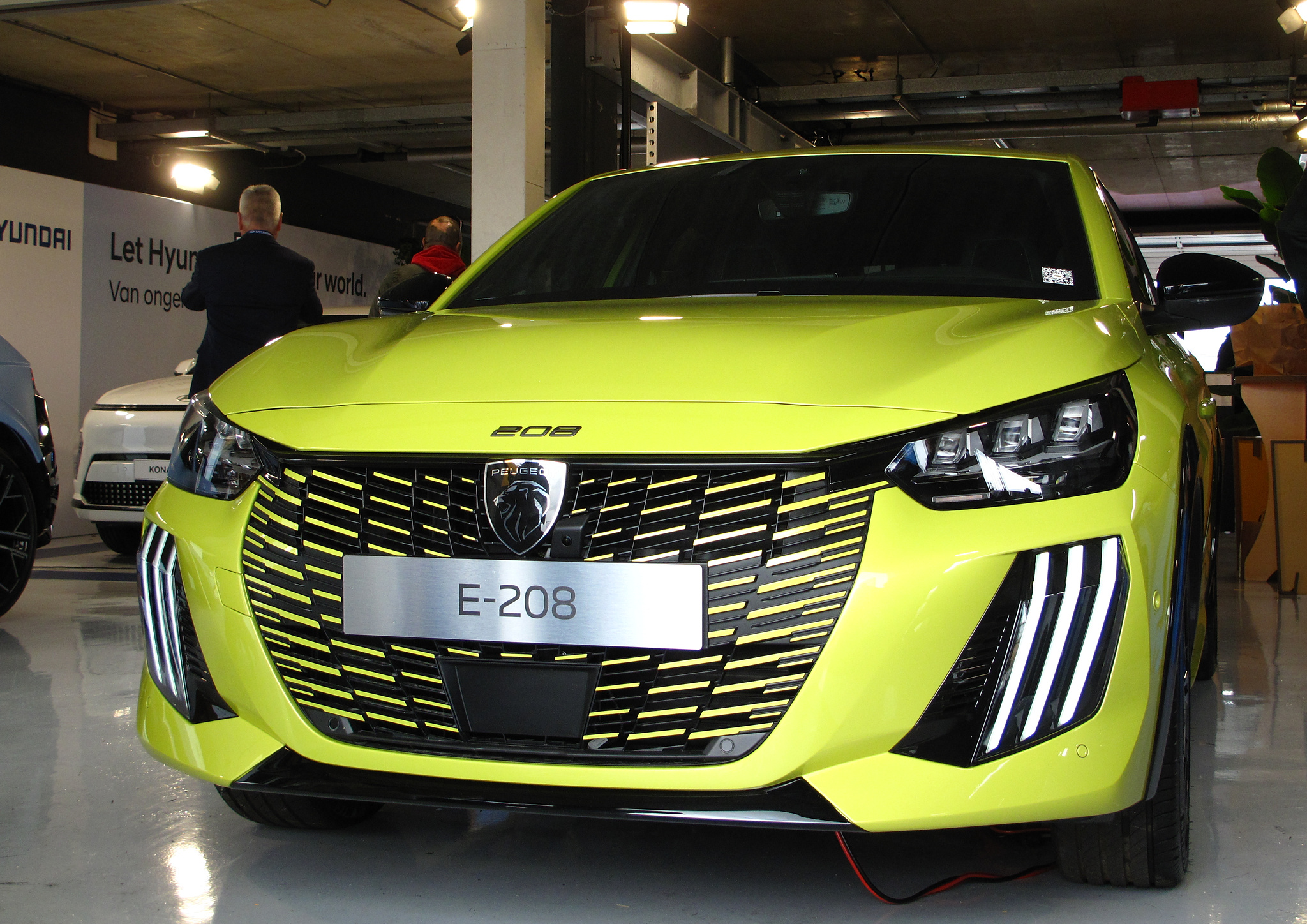
A Peugeot e-208 GT (2023-tól) elölnézetből
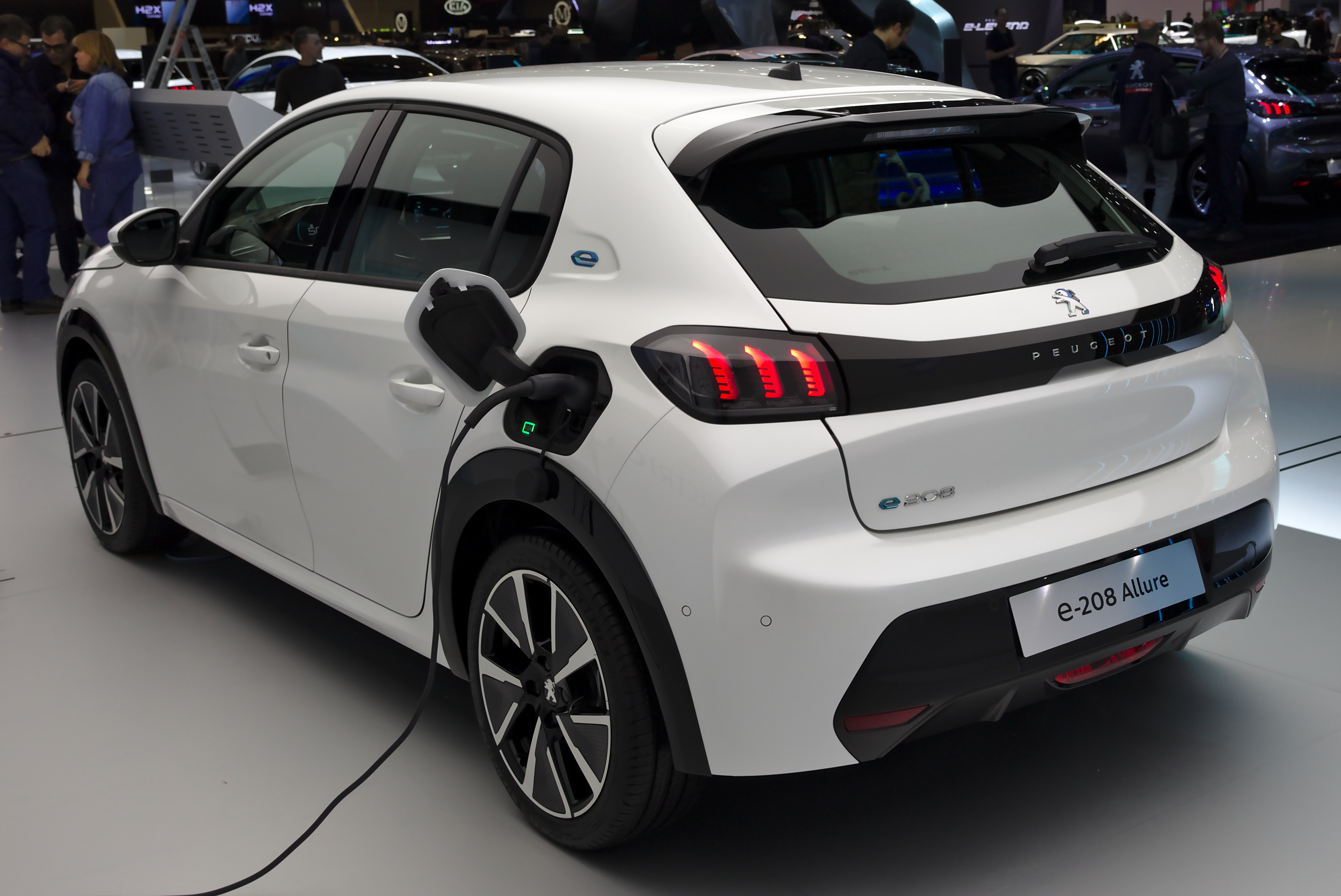
Töltés közben

## Fordítás
Ez a szócikk részben vagy egészben  a   Peugeot e-208 című holland Wikipédia-szócikk ezen változatának fordításán alapul.  Az eredeti cikk szerkesztőit annak laptörténete sorolja fel. Ez a jelzés csupán a megfogalmazás eredetét és a szerzői jogokat jelzi, nem szolgál a cikkben szereplő információk forrásmegjelöléseként.